# Congrès de la Confédération
Congress of the Confederation
Le Congrès de la Confédération (en anglais: Congress of the Confederation ou United States in Congress Assembled) fut le gouvernement des États-Unis d'Amérique du 1er mars 1781 au 4 mars 1789. Cette institution, qui réunissait les délégués des législatives des États, était le successeur direct du Second Congrès continental. Ses membres devinrent automatiquement membres du Congrès de la Confédération lorsque celui-ci fut créé après la ratification des Articles de la Confédération. 

## Organisation
Les articles de la Confédération ont établi une confédération souple d'États avec un gouvernement fédéral faible. Une assemblée de délégués agissait au nom des États qu'ils représentaient. Cet organe monocaméral, officiellement appelé les États-Unis dans l'assemblée du Congrès, avait peu d'autorité et ne pouvait rien accomplir indépendamment des États. Il n'y avait pas de gouvernement impulsant l'exécutif et pas de système judiciaire. Le Congrès n'avait pas le pouvoir de prélever des taxes, de réglementer le commerce étranger ou inter-États et de négocier efficacement avec des puissances étrangères. La faiblesse du Congrès était compensée par les fortes personnalités politiques de l'époque qui servaient dans des gouvernements  des États ou à des postes d'ambassadeurs à l'étranger. L'incapacité du gouvernement central à relever les défis auxquels doivent faire face les États-Unis a conduit à des propositions de réforme afin d'écarter les menaces fréquentes de sécession.

## Histoire

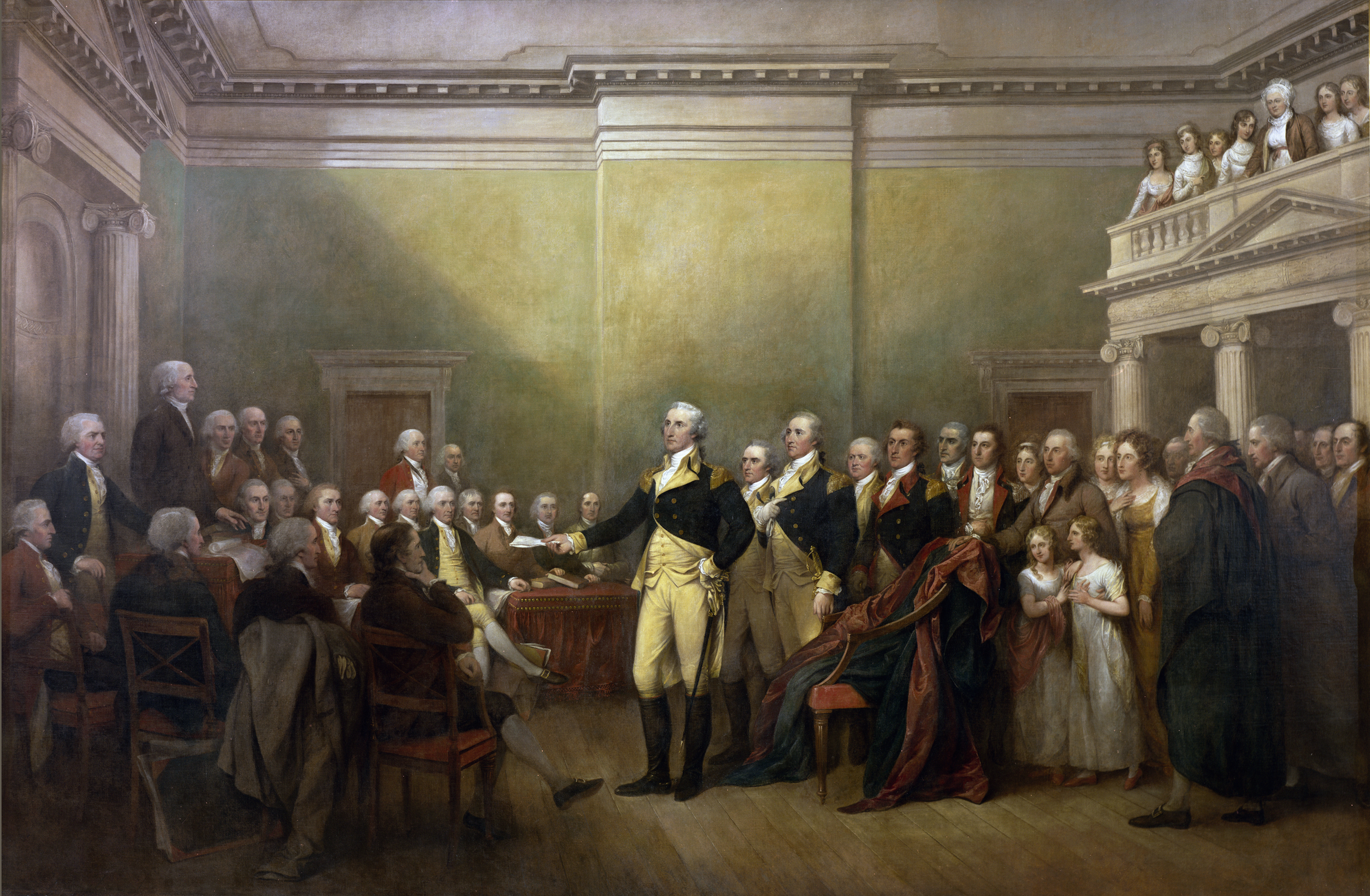
Le General Washington remettant ses pouvoirs au Congrès le 23 décembre 1783 par John Trumbull

Le Congrès de la Confédération entra en fonction le 1er mars 1781 dans la dernière phase de la guerre d'indépendance. Après avoir approuvé le 15 avril 1783 le traité de Paris, signé le 3 septembre 1783, il le ratifia le 3 septembre 1783 mettant ainsi officiellement fin à la guerre entre le Royaume-Uni et les États-Unis.

### Problème des dettes
La question principale à laquelle dut faire face le congrès fut la dette de guerre. Afin de financer le conflit, le Second Congrès continental émit pour 241 millions de dollars de billets entre 1775 et 1781 alors même qu'il ne disposait pas du pouvoir de taxation. Cela entraîna une importante dépréciation du papier monnaie puisqu'en 1781 une pièce d'un dollar équivalait à 167 dollars continentaux. Il emprunta aussi auprès de l'Espagne, des Pays-Bas et plus particulièrement auprès de la France qui lui délivra l'équivalent de 2,2 millions de dollars en espèces. Enfin, il avait emprunté directement aux ménages américains pour un montant de 60 millions de dollars. La combinaison de ces différents éléments déboucha sur une situation où le congrès de la Confédération, lors de son entrée en fonction, eut pour tâche de trouver 95 millions de dollars.
Lorsqu'au milieu de l'année 1781 la valeur du dollar continental s'effondra, le congrès renonça à le soutenir. Pour le reste, il lui fallait faire face à des engagements que le surintendant des finances du Congrès, Robert Morris, estimait en 1782 à 27 millions de dollars en espèce. En vertu de la constitution, la charge de cette dette devait être financée par des contributions des États. Or ceux-ci avaient accumulé leur propre dette pour financer l'effort de guerre.
Pour faire face à leur propre dette, les États accrurent la pression fiscale. Ces mesures suscitèrent un fort mécontentement comme l'illustre la révolte de Shays. Dans ce contexte, ils se montrèrent très réticents à assumer leur quote-part de la dette accumulée par le congrès.
Aux prises avec une crise de financement, le Congrès de la Confédération dut suspendre, en 1786, le remboursement de ses dettes envers la France, l'Espagne et les Pays-Bas. C'était le symbole d'une perte d'autorité qu'on retrouve sur le plan diplomatique : le Royaume-Uni, malgré les clauses du traité de Paris, continuait d'occuper des forts dans le nord-ouest et l'Espagne refusait d'autoriser les Américains à naviguer sur le Mississippi.

### Réforme constitutionnelle
Conscient de la nécessité de réformer le gouvernement des États-Unis, le congrès mit en place, sur proposition de Charles Cotesworth Pinckney en mai 1786, une commission chargée de rédiger des amendements aux articles de la Confédération. En août, elle proposait la création d'une cour fédérale pour régler les problèmes entre États, l'attribution de pouvoirs limités de taxation et de régulation du commerce au congrès et une diminution de 13 à 11 du nombre d'États nécessaires pour modifier la constitution qui ne pouvait alors être amendée que par un vote unanime. Faute d'accord, cette proposition ne fut jamais soumise au vote de l'assemblée.
La réforme constitutionnelle fut le résultat d'un mouvement externe qui prit sa source dans un différend entre le Maryland et la Virginie concernant la navigation sur le Potomac. Une solution fut trouvée le 25 mars 1785 à la suite d'une rencontre entre délégations des deux États. Conscients de la nécessité de renforcer la coopération entre États, les délégués appelèrent à la tenue de la Convention d'Annapolis. Si les travaux de cette dernière n'aboutirent pas, faute d'un nombre suffisant d'États représentés, elle impulsa le mouvement conduisant à la Convention de Philadelphie qui rédigea la Constitution des États-Unis.

## Lieux de session
Jusqu'à leur installation en 1800 au sein du Capitole, les parlementaires américains n'eurent pas de lieu de réunion fixe. Le Congrès de la Confédération a donc tenu ses travaux dans différents endroits :
- State House à Philadelphie du 1er mars 1781 au 21 juin 1783.
- Nassau Hall à Princeton du 30 juin 1783 au 4 novembre 1783.
- State House à Annapolis du 26 novembre 1783 au 19 août 1784.
- French Arms Tavern à Trenton du 1er novembre 1784 au 24 décembre 1784.
- City Hall puis Fraunces Tavern à New York du 11 janvier 1785 au 2 mars 1789.

## Présidents

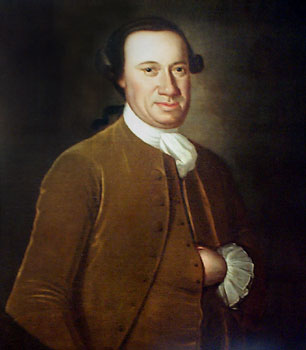
Portrait de John Hanson, premier président du Congrès de la Confédération.

Le Congrès de la Confédération connut 10 présidents :
- Samuel Huntington du 1er mars 1781 au 9 juillet 1781.
- Thomas McKean du 10 juillet 1781 au 4 novembre 1781.
- John Hanson du 5 novembre 1781 au 4 novembre 1782.
- Elias Boudinot du 4 novembre 1782 au 3 novembre 1783.
- Thomas Mifflin du 3 novembre 1783 au 3 juin 1784.
- Richard Henry Lee du 30 novembre 1784 au 4 novembre 1785.
- John Hancock du 23 novembre 1785 au 5 juin 1786.
- Nathaniel Gorham du 6 juin 1786 au 3 novembre 1786.
- Arthur St. Clair du 2 février 1787 au 4 novembre 1787.
- Cyrus Griffin du 22 janvier 1788 au 15 novembre 1788.

Après la démission de Cyrus Griffin, la présidence demeure vacante.